# Frisinnade Demokratiska Förbundet
Frisinnade Demokratiska Förbundet, de Vrijzinnig Democratische Bond (VDB) var ett vänsterliberalt parti i Nederländerna, bildat 1901 genom samgående mellan Radikala Förbundet och Frisinnade Demokratiska Riksdagsgruppen.
1941 förbjöds VDB av den tyska ockupationsmakten. Partiet ingick under kriget i den nederländska exil-regeringen.
1946 gick VDB samman med två andra partier (Socialdemokratiska arbetare-partiet och Kristdemokratiska Unionen) och bildade Arbetarepartiet.